# Cleveland Crusaders
Die Cleveland Crusaders waren ein Eishockeyteam aus Cleveland, Ohio, das von 1972 bis 1976 in der nordamerikanischen World Hockey Association (WHA) aktiv war. Das Team zog 1976 nach Minnesota und belebte dort die Minnesota Fighting Saints wieder.

## Geschichte
Im November 1971 sicherte die WHA der kanadischen Stadt Calgary ein Franchise zu. Man wollte hiermit einen Rivalen zu den Alberta Oilers etablieren. Die Calgary Broncos, so der geplante Name, zählten zu den ersten zehn Teams, die man für die neue Liga vorgesehen hatte. Doch die Finanzierung stand auf wackligen Beinen und so entschied man sich im April 1972 Calgary aus dem Rennen zu nehmen.
Zu dieser Zeit war Nick Mileti, der Besitzer der Cleveland Arena und Miteigentümer des Basketball-Teams der Cleveland Cavaliers, des Baseball-Teams der Cleveland Indians und der Cleveland Barons, die in der American Hockey League spielten, auf der Suche nach einem Eishockey-Team in einer Top-Liga. Er bewarb sich um ein Team für die Erweiterung, die zur Saison 1974/75 geplant war. Nachdem der Zuschlag an Kansas City und Washington gegangen war, suchte der enttäuschte Mileti ein Team in der WHA, die vor ihrer ersten Saison stand. Schnell konnte man sich einigen und Mileti bekam das Erbe der Broncos für das zwölfte Team der WHA. Der Saisonbeginn stand kurz bevor und die Broncos hatten noch keinen Spieler verpflichtet.
Das neue Team hatte die Angel nach drei Spielern der New York Rangers ausgelegt. Man unterbreitete Vic Hadfield, Rod Gilbert und Brad Park verlockende Angebote, doch die Rangers konterten das Angebot und hielten ihre Spieler. Mileti hatte zumindest seine Bereitschaft zu investieren hinterlegt. Der erste Erfolg war die Verpflichtung von Bostons Startorwart Gerry Cheevers der einen Fünfjahresvertrag unterschrieb. Der Rest des Kaders wurde mit überwiegend unbekannten Spielern besetzt. Die Crusaders gingen sehr defensiv ausgerichtet in ihre erste Saison. Man versuchte auf die Stärke von Cheevers zu bauen und seine gute Leistung mit einer gefestigten Deckung um Verteidiger Paul Shmyr zu unterstützen. In der Offensive entwickelte sich vor allem Ron Buchanan, der mit 81 Punkten die Scorerwertung des Teams anführte. Mit dem zweiten Platz erreichte man eine sehr respektable Platzierung und mit nur 239 Gegentoren war man Spitzenreiter der Liga. Nach einem klaren Weiterkommen in der ersten Playoff-Runde unterlag man im Halbfinale dem späteren Meister, den New England Whalers, in fünf Spielen, wobei man alle Spiele sehr knapp gestalten konnte. Mit guten Leistungen lochte man knapp 5.300 Zuschauer in die Cleveland Arena und zu den Playoffs kamen über 6.000 Zuschauer im Schnitt.
Trotz schwächerer Leistungen in der Saison 1973/74, was auch an einer längeren Verletzung von Buchanan lag, steigerte man die Zuschauerzahl auf über 6.200 und über 8.000 in den Playoffs, die jedoch nach der ersten Runde beendet waren.
Nach zwei Jahren zählten die Crusaders zu den erfolgreichen und gut laufenden Franchises der WHA. Mileti hatte mit dem Richfield Coliseum ein neues Stadion mit einem Fassungsvermögen von 19.861 Zuschauern gebaut. Das Schmuckkästchen sollte den Aufstieg der Crusaders beschleunigen, erwies sich jedoch als unglückliche Entscheidung. Gleich die beiden ersten Heimspiele im neuen Stadion mussten wegen schlechtem Eis abgesagt werden. Mileti hatte gehofft durch die Verlegung der Arena aus Cleveland heraus zusätzliche Zuschauer zu gewinnen, doch trotz respektablen 7.000 Zuschauern litt die Stimmung stets unter den 12.000 leeren Plätzen. Der neu erworbene Rich LeDuc war mit 66 Punkten bester Scorer, aber das Team hielt an seiner defensiven Ausrichtung fest und spielte so kein attraktives Eishockey.
1975 hatte Mileti das Team an Jay Moore abgegeben und der machte sich weder bei den Fans noch bei den Spielern beliebt. Zum Start in die Saison 1975/76 machte er kein Hehl aus seiner Absicht ein NHL-Team zu kaufen und nach Cleveland zu holen. Die Zuschauerzahl tendierte in Richtung 6.000. Im Laufe der Saison verließ der Kopf des Teams, Gerry Cheevers, die Crusaders und kehrte zu den Boston Bruins zurück. Dank einer guten Leistung von Ron Ward, der mit 82 Punkten bester Scorer war, erreichte man die Playoffs. In den Playoffs kamen nur noch knapp 4.000 Zuschauer und nach dem schnellen Ausscheiden waren die Crusaders ein Team ohne Heimat. Die NHL hatte sich entschieden mit den Cleveland Barons ein NHL-Team in der Stadt zu etablieren. Moore war hierbei nicht eingebunden.
Anfangs erwog man einen Umzug nach Florida. Lange schien der Umzug sicher, bis Mileti, der mittlerweile das Team wieder übernommen hatte, ein besseres Angebot aus Minnesota erreichte. Nachdem dort während der letzten Saison die Fighting Saints den Spielbetrieb eingestellt hatten, hoffte man nun mit einem neuen Team das Eishockey begeisterte Publikum für sich gewinnen zu können und startete den Versuch mit den neuen Minnesota Fighting Saints.